# Gamochaeta simplicicaulis
Gamochaeta simplicicaulis é uma espécie de planta com flores na família dos girassois. É nativa da América do Sul e se naturalizou na Austrália, Nova Zelândia e no sudeste dos Estados Unidos (do Alabama até a Virgínia).
Gamochaeta simplicicaulis é uma erva anual de até 85 centímetros (34 polegadas) de altura. As folhas são de até 9 cm (4,5 polegadas) de comprimento, verdes e sem pêlos sobre a superfície superior, mas aparecendo brancas no lado de baixo por causa de muitos pelos lanosos. A planta forma muitas pequenas cabeças de flor alongadas, com flores em grupos próximos. Cada cabeça contém de 2 a 3 flores amarelas em disco, mas nenhuma flor em raio.